# Jan Filipský
Jan Filipský (* 23. března 1943, Moravské Budějovice) je český indolog a překladatel.

## Biografie
Jan Filipský se narodil v roce 1943 v Moravských Budějovicích, jeho otcem byl železniční výpravčí.
Mezi lety 1957 a 1960 studoval na JŠŠ Moravské Budějovice, následně mezi lety 1960 a 1965 vystudoval Filozofickou fakultu Univerzity Karlovy. Od roku 1966 působil na Orientálním ústavu AV ČR, tam také získal v roce 1969 aspiranturu, v roce 1980 pak získal titul kandidáta věd a roku 1983 získal titul doktora filozofie. V Orientálním ústavu působil až do roku 1993, následně pak znovu od roku 1996. Mezi lety 1994 a 1996 pracoval jako asistent na Pedagogické fakultě Univerzity Karlovy v Praze. Několikrát absolvoval dlouhodobé pobyty v jižní Asii. Působí jako vědecký pracovník Orientálního ústavu Akademie věd ČR, za svůj život napsal několik monografií a článků. Překládá zejména z tamilštiny, sanskrtu a páli, ale i dalších jazyků.